# Shire of Sandstone
Shire of Sandstone is een lokaal bestuursgebied (LGA) in de regio Mid West in West-Australië. Shire of Sandstone telde 109 inwoners in 2021. De hoofdplaats is Sandstone.

## Geschiedenis
Op 28 maart 1897 werd het 'Black Range Road District' opgericht. Op 21 april 1961 veranderde het van naam en werd het 'Sandstone Road District'.
Ten gevolge de 'Local Government Act' van 1960 veranderde het district weer van naam en werd op 23 juni 1961 de 'Shire of Sandstone'.

## Beschrijving
'Shire of Sandstone' is een district in de regio Mid West. De hoofdplaats is Sandstone. Het district is bijna 33.000 km² groot en ligt 740 kilometer ten noordoosten van de West-Australische hoofdstad Perth. De belangrijkste economische sectoren zijn de extensieve veeteelt en de mijnbouw.
Het district telde 109 inwoners in 2021, tegenover 227 in 2001. In 2001 was iets minder dan 10 % van de bevolking is van inheemse afkomst. Tijdens de volkstelling van 2021 gaf niemand nog aan van inheemse afkomst te zijn.

## Plaatsen, dorpen en lokaliteiten
- Sandstone
- Nunngarra
- Youanmi